# Épsilon 15
Épsilon 15 es un virus bacteriófago que ataca a la bacteria Salmonella, pero es inocuo para humanos. Por esta razón se han realizado investigaciones con este virus para combatir a la bacteria. 